# 戈麥斯·佩雷拉

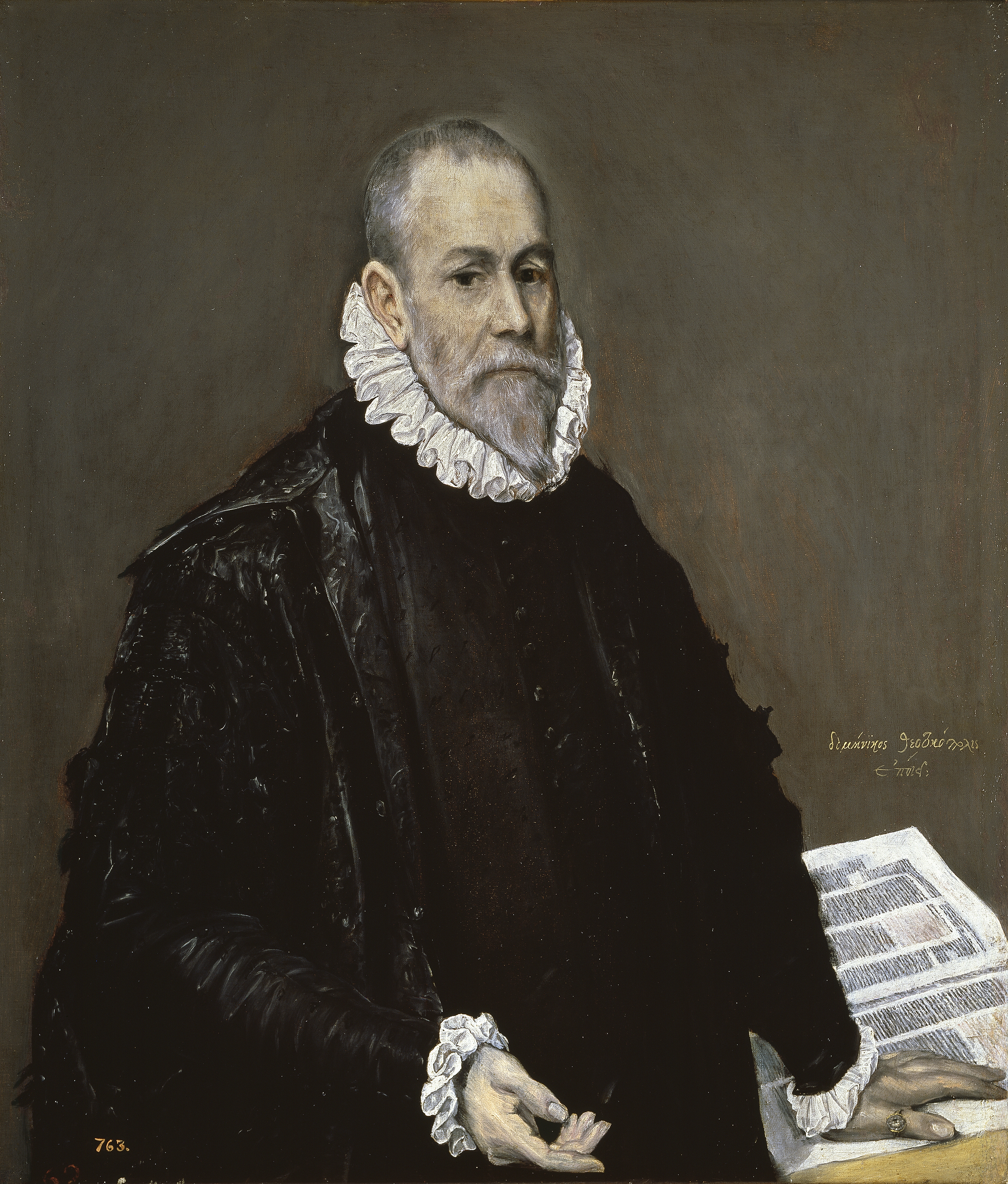
戈麥斯·佩雷拉

戈麥斯·佩雷拉（1500年—1567年）是一位西班牙哲學家、醫師以及自然人文學者。他來自今卡斯提爾-萊昂自治區的坎波城（Medina del Campo）。他致力於消除人們的中古時期醫學概念，提倡採用實驗方法；在哲學方面，其標準方向和論證啟迪了勒奈·笛卡爾。據信他啟發了笛卡爾提出了「我思故我在」這句話。他因行醫而成名，但他還擁有許多其他不同的職業，例如經商、工程師和哲學家等。